# 星际争霸：母巢之战
《星际争霸：母巢之战》是即时战略游戏《星际争霸》的官方资料片，于1998年由暴雪娱乐和Saffire共同发行。资料片延续了原版《星际争霸》的剧情，并加入了新的遊戲單位、科技、地圖樣式、背景音樂及平衡性調整。
《母巢之战》于1998年11月30日正式发行。截至2007年5月，《星际争霸》与《母巢之战》已经同时售出了近1000万套。游戏得到了大多数媒体的好评，许多评论家称赞开发者的细心和精致，将其作为一部独立游戏而不仅仅是没有创意的延伸作品。在韩国游戏发展出了职业联赛。大量職業选手在电视直播的聯賽上进行对抗，赢得了高度的聲望及知名度。隨著暴雪娛樂2017年宣佈製作星海爭霸重製版，此資料片與星海爭霸由2017年4月19日起成為免費遊戲。

## 游戏内容
《星际争霸：母巢之战》的游戏内容围绕星际间的三个种族——地球人的后裔人族、一种生物群体虫族和高度文明的外星神族——展开。玩家通过采集资源建设基地、發展軍備，最终击败对手。《母巢之战》的游戏界面与《星际争霸》幾乎完全相同，但资料片中各个种族中新增的数个作战兵种和单位升级使得游戏战场更为丰富，游戏平衡性亦更加趋于完善。与此同时，单人游戏的关卡也增加了难度，玩家需要更加注重战略战术才能取胜。同样，游戏的人工智能引擎也得到了提升，电脑玩家将可选择更加强大及具有针对性的战术。

新增兵种女武神導彈护卫舰的攻击效果。

在资料片的新单位中，人族的医疗兵可以在战斗中恢复生化單位的生命值；虫族的遁地獸能够在埋地状态发出攻击；而前作中於神族剧情中出現的黑暗圣堂武士则可以正式生产，并能够合体为一个施法单位黑暗执政官。每个种族还新增了一种空对空单位，人類的女武神導彈護衛艦、蟲族由飛螳進化的吞噬者以及神族的海盜攻擊機，使得空中战斗变得更加丰富。一些新的科技升级也在游戏中出现，使游戏對抗更为多元。游戏平衡性的修改削弱了一种屡遭非议的“快攻（Rush）”战略——即在游戏初期通过牺牲经济以達成快速生产兵力取得早期壓制的戰術。

## 游戏剧情
《怒火燎原》的劇情由克里斯·梅森設計，延續在星海爭霸劇情之後，通過遊戲內的任務摘要、對話、關鍵點上的過場動畫以及遊戲手冊向玩家呈現。遊戲情節設定於西元26世紀初，發生在銀河系中心的克普魯星區。在劇情開始之前，從地球流放出來的人族建立了數個政權，而自治聯盟最終擊敗了泰倫聯邦在內戰中取得勝利。但此時地球上的國際組織地球聯合理事會派出了一支遠征艦隊，意圖掃蕩整個星區。與此同時，主宰率領的蟲族也入侵了神族的母星艾爾，但最終神族殺死了蟲族主宰。艾爾上的蟲族仍在肆虐，幾隻腦蟲——蟲族的第二級指揮官——正在試圖合成一個新的主宰。《怒火燎原》的劇情發生在《星際爭霸》結束的兩天之後。劇情分為三個章節，依次以神族、人族和蟲族為故事主線。

### 人物設定
玩家在劇情中扮演三個種族中的匿名角色，完成給定的任務以通過劇情。在神族中，玩家扮演了艦隊執行官的角色，並服從於黑暗聖堂武士澤拉圖、前最高司法官艾達瑞斯以及新上任的執政官亞坦尼斯的領導。黑暗聖堂武士原先被秘密議會放逐，二者互相仇視，但在蟲族入侵的現實之下終於達成和解。他們在劇情中還遇到了黑暗聖堂武士的女族長芮澤格爾。同時，聖堂武士菲尼克斯也遇到了吉姆·雷諾，一個逃離自治聯盟的人類。而在人類，玩家則擔任了地球聯合理事會（UED）遠征艦隊的一名上校，接受總司令傑拉德·杜加爾和其副手艾力克希·斯杜科夫的領導。遠征軍意圖肅清整個星區，包括摧毀阿克圖洛斯·蒙斯克建立的人族帝國「自治聯盟」。在劇情中他們得到了一個神秘的幽靈特務薩米爾·杜蘭及其反政府組織的説明。而對於蟲族，原先的主宰已經死亡，玩家作為一隻腦蟲為蟲群的實際統治者，為自稱“刀鋒女皇”的莎拉·凱莉根效勞。

### 情节内容
在第一章節的神族劇情中，神族的母星艾爾已經成為廢墟，艾達瑞斯、澤拉圖和亞坦尼斯帶領倖存的神族一同轉移至黑暗聖堂武士的故鄉夏庫拉斯。隨後他們遇見了黑暗聖堂武士的首領，女族長芮澤格爾。芮澤格爾告訴他們星球表面存在著一座薩爾納加遺留的神廟，其威力足以掃淨星球上的所有蟲族。同時，莎拉·凱莉根告訴神族一個新的主宰正在誕生。於是神族被迫聯合了凱莉根一同尋求兩塊啟動神廟能量所必需的水晶。當他們返回時，艾達瑞斯發動了一場起義對抗黑暗聖堂武士與凱莉根的聯盟。然而起義失敗，艾達瑞斯亦被凱莉根所殺。此時神族終於明白了凱莉根的真正意圖是使夏庫拉斯上的腦蟲死亡，使她自己得以控制蟲群。儘管獲知啟動神廟將會使凱莉根如願以償，神族此時沒有其他的選擇。亞坦尼斯和澤拉圖最終啟動了神廟，掃淨了夏庫拉斯上的全部蟲族。
在第二階段的人類劇情中，玩家跟著傑拉德·杜加爾和艾力克希·斯杜科夫率領地球聯合理事會的遠征艦隊進攻泰倫自治聯盟。艦隊起初遇到了一位對抗自治聯盟的幽靈特務薩米爾·杜蘭，斯杜科夫將其視為一位特別顧問。艦隊在杜蘭的幫助下取得了第一次勝利。UED很快在前聯邦首都行星塔桑尼斯上發現了“幽能干擾器”——一種可以干擾蟲族通信的設備。杜蘭說服了杜加爾上將將其摧毀，但在最後關頭斯杜科夫將其制止。遠征軍隨後開始進攻自治聯盟的首都克哈行星。玩家擊敗了行星上的守軍，但阿克圖洛斯·蒙斯克本人卻被吉姆·雷諾率領的一支小型神族艦隊救走。UED跟隨他們到了艾爾行星，但由於杜蘭擅自離守導致行動遭到蟲族的嚴重干擾，蒙斯克趁機逃脫。杜蘭此舉震驚了斯杜科夫，再加上杜加爾並未意識到杜蘭的背叛，斯杜科夫獨自率領了一支分隊重新建造幽能干擾器。杜加爾卻聽信了杜蘭派其殺死了斯杜科夫。臨死前斯杜科夫說出了真相：杜蘭是真正的敵人，他在為凱莉根服務。玩家隨後挫敗了杜蘭摧毀幽能干擾器的陰謀，杜蘭逃脫。借助幽能干擾器的力量，遠征軍終於在查爾行星上的蟲族世界中使用強有力的藥劑俘獲了正在成長的新主宰。
最後一章的蟲族劇情中，莎拉·凱莉根帶領蟲族奪取了星區內的最終勝利。UED的入侵使得星區內所有的原先勢力遭到削弱。劇情一開始，凱莉根、杜蘭與吉姆·雷諾、菲尼克斯和蒙斯克達成了一個脆弱的同盟，共同摧毀了幽能干擾器。隨後他們籌集了大量資源展開對克哈行星的反攻，很快突破了UED的防線。然而凱莉根隨後背叛了她的同盟，殺死了菲尼克斯和蒙斯克手下的將軍艾德蒙·杜克，並重創了自治聯盟的部隊。隨後，凱莉根和杜蘭來到夏庫拉斯行星，劫持了芮澤格爾，迫使澤拉圖協助蟲族消滅了新生的主宰，使所有的蟲族服從於凱莉根的統治。此後澤拉圖試圖強行將芮澤格爾搶回，但在逃離時被玩家擊敗。澤拉圖此時意識到芮澤格爾已經被凱莉根無可挽回地感染，於是殺死了芮澤格爾，離開了查爾行星。在他流浪的途中，偶然發現了杜蘭在進行一項不為人知的神族-蟲族基因混源體實驗。而此時UED、自治聯盟和亞坦尼斯率領的神族艦隊同時大舉進攻凱莉根。儘管如此，蟲族還是徹底擊敗了這三支艦隊，使凱莉根成為了星區內真正的統治力量。
在劇情結束之時，UED遠征軍被蟲族徹底消滅，蒙斯克返回了克哈行星重建他的帝國，亞坦尼斯回到夏庫拉斯重建神族一度輝煌的文明，而雷諾和澤拉圖則分別朝著宇宙的不同方向獨自流浪。

## 开发过程
《母巢之战》的开发工作在《星际争霸》发布后就开始了，并在两个资料片《Insurrection》、《Retribution》之后发布。暴雪娱乐《星际争霸》开发团队中的大部分人员继续从事了《母巢之战》的开发。此外，Saffire亦协助了部分程序编写、关卡设计以及视频、音频和美工工作。根据游戏监制肖恩·达比利的说法，《母巢之战》着重于增加游戏中的情节内容。开发团队加入了大量脚本以在游戏过程中实现了“最终幻想式的事件”。达比利还解释道，游戏关卡的任务目标对情节发展的影响更为重要；玩家可以进行战术目标的选择，并在连续的关卡中对敌人进行围歼。资料片起初定于1998年10月发行，但随后推迟了1个月，最终发行于1998年11月。
随着《母巢之战》发布的还有一套附加的自定义剧情，用来展示游戏任务地图设计的能力。这套剧情名为《奴役者：黑暗复仇》，故事围绕一群以乌莱扎基为首的反叛黑暗圣堂武士展开。他们意图将原生活在艾尔行星上的光明圣堂武士逐出莎库拉斯行星，而玩家与泽拉图尔则前来制止这一行径。这一任务包并未包含在发售的游戏中，而需要从Battle.net上单独下载。

## 媒体评价
《星际争霸：母巢之战》整体上得到了很高的评价，其中GameRankings给予了96分的高分。杂志《PC Zone》给予了一段简短而溢美的评价，形容游戏“绝对值得期待”，并赞扬了新单位的加入和平衡性的调整使得《星际争霸》“从一款‘不错’的游戏一跃成为极佳的作品”。评论中还提到了过场动画的设计，形容其“仿佛真的是游戏剧情的一部分，而不只是事后的附着物”。
IGN则赞扬《母巢之战》是一部“精心设计的资料片”，其中“包含的新内容足以使最挑剔的玩家满足”。但评论同时提到“仍有足够的内容可以使游戏核心内容更加丰富而不失其韵味”，并且表达了对游戏难度的担忧：“《母巢之战》的游戏难度比《星际争霸》提高了一个数量级，玩家很难拥有足够的时间在自己遭到敌人进攻之前熟悉新的单位。”与此同时，IGN高度评价了“引人入胜”的游戏剧情，称赞增强的多人游戏模式是“游戏中最强大的功能之一”。总地来说，IGN评价这部资料片“令人印象深刻”。
GameSpot同样给予了资料片正面的评价。评论家指出《母巢之战》的设计“包含了一部真正的续集所必需的一切关注、细致和智慧”，使原版游戏真正“具有了新的活力”。评论赞扬资料片为游戏平衡性做出了“看似微不足道实则意义重大的改动”，带来了“十分杰出”的效果，但是在改动中使得游戏界面的品质略有下滑。GameSpot还提到《母巢之战》的音乐和音效是一次勇敢的改良，形容游戏配音“完全令人信服”，尽管在游戏后半部分略乏创新，但在结尾“仍然令人着迷”。评论最后总结道，《母巢之战》是一部“比《星际争霸》更值得敬佩的继承物”，是“史上最佳的电脑游戏资料片”。GameSpot还给《母巢之战》颁发了一个特别的“最佳资料片”成就奖。
在评论中，《辛辛那提问询报》称赞了《母巢之战》的新内容，并肯定了开发者为资料片做出的努力。对于资料片单人游戏难度的增加与其多人游戏的成功，《辛辛那提问询报》指出，“尽管一部资料片能够使人重新获得原版游戏带来的愉悦实属罕见，《母巢之战》证明了这并非不可能”。媒体最后总结资料片是一个“很有价值的选择”。
然而，媒体对于《母巢之战》的评论并非一片赞扬。游戏革命认为游戏内容“与《星际争霸》在各个方面几乎完全相同”，新单位显出一种混杂的感觉。评论还指出“尽管单位的升级还不错，但游戏剧情还是不像样子”，形容单人任务的设计就是个“事后的想法”，使得资料片在呈现一条“有趣的”故事线。评论认为多人游戏部分并不重要因此将其忽视。总体说来Game Revolution认为《母巢之战》尽管是一部“有意思的资料片”，它还是一个“混杂的包裹”。

## 游戏产业
发行之后，《星际争霸》与资料片《母巢之战》在韩国的受欢迎程度迅速上升，并建立了一个成功的职业电子竞技环境。韩国有三个专门的电视台负责转播《星际争霸》赛事，而职业选手们也成了媒体界的名人。许多职业选手得到了电视台以及著名企业的签约、赞助和联赛奖项。其中最著名的一位选手林遥焕（游戏中名称SlayerS `BoxeR`）一度拥有超过50万人的爱好者俱乐部。职业选手每天花费数个小时进行《星际争霸》对抗训练以准备高竞技性的游戏比赛。而另一位游戏名称为[ReD]NaDa的人族玩家李允烈公布其在2005年总共收入了200,000美元。